# Kyle Bridgwood
Kyle Ivan Bridgwood (nascido em 23 de fevereiro de 1989) é um ciclista paralímpico australiano. Representou Austrália no ciclismo dos Jogos Paralímpicos de Verão de 2016, realizados no Rio de Janeiro, Brasil, onde conquistou a medalha de ouro na corrida de scratch - C4–5 e prata na perseguição individual - C4.